# Таманьюш
Таманьюш (порт. Tamanhos)  —  район (фрегезия) в Португалии,  входит в округ Гуарда. Является составной частью муниципалитета  Транкозу. По старому административному делению входил в провинцию Бейра-Алта. Входит в экономико-статистический  субрегион Бейра-Интериор-Норте, который входит в Центральный регион. Население составляет 323 человека на 2001 год. Занимает площадь 8,35 км².